# Тихон (Сухов)
Епи́скоп Ти́хон (в миру Три́фон Григо́рьевич Су́хов; февраль 1880, деревня Котельницы, Балахнинский уезд, Нижегородская губерния — 15 декабря 1937, Свободный, Амурская область) — епископ Древлеправославной Церкви Христовой (старообрядцев, приемлющих белокриницкую иерархию), епископ Томский и Алтайский.

## Биография
Родился в 1880 году в деревне Котельницы (Котельничи) Балахнинского уезда Нижегородской губернии (ныне Нижегородской области).
В сан диакона поставлен епископом Нижегородским Иннокентием (Усовым) в декабре 1905 года на приход города Минусинска.
В 1908 году рукоположён во священника к общине города Томска. Окончил Пастырские курсы в Петрограде, организованные епископом Геронтием (Лакомкиным).
В 1909 году, когда о. Трифон овдовел, в Томске началась закладка нового Успенского храма на улице Алексее-Александровской (ныне — Яковлева).
В 1920 году большинством приходов Томско-Алтайской епархии был избран кандидатом во епископы, однако Трифон не спешил соглашаться и доверил судьбу жребию: «о. Трифон молился неделю и написал 3 жребия, и положили на престол. Амф<илохий> взял один и дал ему как указание Божие, и обретеся: „Господь призывает“. Был один пустой, второй „Обождать“».
30 октября епископ Амфилохий (Журавлёв) в Ново-Архангельском скиту постриг Трифона Сухова в иноки с наречением имени Тихон.
6 декабря 1920 года епископ Амфилохий после единоличного рукоположения постриженного вместе с Тихоном инока Иоанникия (Иванова) во епископы на Пермско-Тобольскую кафедру и вместе с ним хиротонисал инока Тихона во епископа Томско-Алтайского. Как сообщал епископ Амфилосхий в письме, Епископ Тихон «того же дня совершил чин вступления в епархию и принял бразды правления Томско-Алтайской епархии».
В 1922 году епископ Тихон принял участие в благочинническом съезде в Семипалатинской области, где был избран кандидатом во епископы протоиерей из Екатеринбурга Андрей Бердышев (впоследствии епископ Андриан).
В 1922 году обращается к сибирским приходам с призывом к «лояльности» по отношению к власти..
В 1923 году участвовал в благочинническом съезде в Минусинске, на котором инок Арсений (Давыдов) был утвержден кандидатом во епископы (впоследствии еп. Минусинский и Урянхайский). В 1923 году еп. Тихон подвергся (вместе с томским священником Павлом Морозовым) аресту и был препровожден в Новосибирск.
С 1925 по 1926 год руководил Дальне-Восточной епархией.
До 1932 года проживал в Томске, с апреля 1932 года находился на нелегальном положении, проживал в старообрядческих скитах в Нарымской тайге.
В 1933 году был арестован. Осужден на 7 лет ИТЛ. Обвинялся как активный член старообрядческой контрреволюционной повстанческой организации «Сибирское братство», цель которой — «…парализовать атеистическое учение, противопоставить „Братство“ компартии, комсомолу». По этому делу, начиная с 1932 году, было привлечено к ответственности и приговорено к разным срокам наказания 283 человека.
26 ноября 1937 года снова арестован. Приговорён к ВМН тройкой УНВД ДВК по ст. 58-10. Расстрелян 15 декабря 1937 года.
Канонизирован в сентябре 2003 году вместе с епископом-священномучеником Амфилохием (Журавлёвым) в сентябре 2003 году как местночтимый святой.